# Doctor Daniel Guzmán
Doctor Daniel Guzmán är en ort i Mexiko.   Den ligger i kommunen Altotonga och delstaten Veracruz, i den sydöstra delen av landet, 210 km öster om huvudstaden Mexico City. Doctor Daniel Guzmán ligger 836 meter över havet och antalet invånare är 373.
Terrängen runt Doctor Daniel Guzmán är bergig åt sydväst, men åt nordost är den kuperad. Doctor Daniel Guzmán ligger nere i en dal. Runt Doctor Daniel Guzmán är det ganska tätbefolkat, med 104 invånare per kvadratkilometer. Närmaste större samhälle är Atzalan, 12,3 km väster om Doctor Daniel Guzmán. I omgivningarna runt Doctor Daniel Guzmán växer i huvudsak städsegrön lövskog.